# ژان خارلس
ژان خارلس (انگلیسی: Jean Chaerels؛ زادهٔ) دوچرخه‌سوار اهل بلژیک است.